# Kallriga
Kallriga este o arie protejată (arie specială de conservare — SAC, sit de importanță comunitară — SCI) din Suedia întinsă pe o suprafață de 1.149,3 ha, integral pe uscat.

## Localizare
Centrul sitului Kallriga este situat la coordonatele 60°22′25″N 18°15′47″E / 60.3737°N 18.263°E.

## Înființare
Situl Kallriga a fost declarat sit de importanță comunitară în ianuarie 1997 pentru a proteja un număr necunoscut de specii din flora spontană și fauna sălbatică aflate în arealul zonei. Situl a fost protejat și ca arie specială de conservare în martie 2011.

## Biodiversitate
Situată în ecoregiunile boreală și marină baltică, aria protejată conține 14 habitate naturale: Pășuni din zone de pădure fino-scandinave, Păduri naturale în etape succesive primare ale suprafețelor emergente de coastă, Roci stâncoase cu vegetație pionieră de Sedo-Scleranthion sau Sedo albi-Veronicion dillenii, Pajiști fino-scandinave uscate până la mezice, bogate în specii de altitudine mică, Terase mlăștinoase și terase nisipoase neacoperite de apă la reflux, Vegetație perenă pe țărmurile stâncoase, Taiga vestică, Golfuri mici largi și golfuri puțin adânci, Lagune de coastă, Insulițe și insule mici din Baltica boreală, Fânețe de joasă altitudine (Alopecurus pratensis, Sanguisorba officinalis), Pășuni de coastă din Baltica boreală, Litoraluri nisipoase din Baltica boreală cu vegetație perenă, Păduri fino-scandinave bogate în ierburi cu Picea abies.
La baza desemnării sitului se află un număr nedeclarat de specii protejate.